# Gurische Republik
Die Gurische Republik war eine aufständische Gemeinschaft, die von 1902 bis 1906 in der westgeorgischen Region Gurien (damals Osurgetski ujesd, russisch Озургетский уезд) im Russischen Reich existierte. Sie entstand aus einem Aufstand um Weiderechte im Jahr 1902 und entwickelte sich zu einer einzigartigen Form der Selbstverwaltung im Russischen Reich.

## Hintergrund
Gurien ist eine historische Region im Westen Georgiens, die Anfang des 19. Jahrhunderts in das Russische Reich eingegliedert wurde. Die Region war überwiegend ländlich und ethnisch homogen, mit einer Bevölkerung von unter 100.000 Einwohnern im Jahr 1904.
Trotz seines ländlichen Charakters verfügte Gurien über ein hohes Bildungsniveau. Mit 63 Schulen und 2.833 Schülern im Jahr 1905 hatte die Region die höchste Schülerdichte in Westgeorgien.
Der Bau der Transkaukasus-Eisenbahn 1872 hatte großen Einfluss auf Gurien. Viele Gurier arbeiteten saisonal in den Hafenstädten Batumi und Poti, wo sie mit sozialistischen Ideen in Berührung kamen.

## Entstehung der Republik
Die Gurische Republik entstand im Mai 1902 aus einem Streit um Weiderechte zwischen Bauern und einem lokalen Adligen. Angeführt von ehemaligen Arbeitern aus Batumi, organisierten sich etwa 700 Bauern und beschlossen, die Arbeit auf dem Land des Adligen einzustellen und keine Pacht mehr zu zahlen.
Trotz anfänglicher Zurückhaltung der Sozialdemokraten, eine Bauernbewegung zu unterstützen, gewann diese an Dynamik. Bis zum Frühjahr 1903 war die Hälfte der Region involviert, und im folgenden Jahr beteiligten sich 20 der 25 ländlichen Gesellschaften an Boykotten gegen Landbesitzer.

## Organisation
Die Regierung der Gurischen Republik war von der Dorfebene aufwärts organisiert. Die Dorfversammlungen hatten die höchste Autorität und dienten auch als Gerichte. Diese Versammlungen wurden zunehmend politischer und konnten sich über Stunden hinziehen.
Innerhalb eines Dorfes wurde ein „Kreis“ gebildet, im Durchschnitt gab es 10 Kreise für 90 Haushalte. Jeder Kreis wählte einen „Zehnerführer“, die dann unter sich einen „Hunderterführer“ wählten. Diese wiederum wählten Vertreter für die ländliche Gesellschaft, die ihre regionalen Vertreter wählten.

## Justiz

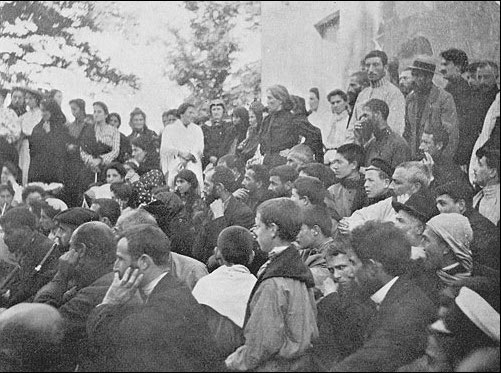
Volksgericht in Osurgeti, 1905

Die Rechtsprechung erfolgte nach dem System der „Volksgerichte“. Lokale Gerichte wurden unter Missachtung der russischen Gerichte eingerichtet. Entscheidungen wurden nach dem Mehrheitsprinzip getroffen, und auch Frauen durften teilnehmen.
Die schwerste Strafe war der Boykott einer Person, der als sehr schwerwiegend galt. Im Extremfall konnte eine Person aus ihrem Dorf oder ihrer Stadt vertrieben werden.

## Ende der Republik
Die Gurische Republik endete 1906, als die kaiserlich-russischen Behörden mit überwältigender militärischer Macht wieder die Kontrolle übernahmen. Einige Führer der Republik wurden hingerichtet, inhaftiert oder verbannt, während andere später wichtige Rollen in der Demokratischen Republik Georgien von 1918 bis 1921 spielten.
Die Gurische Republik zeigte, dass die Bauern in die sozialistische Bewegung einbezogen werden konnten, eine Idee, die zuvor von führenden Marxisten heruntergespielt worden war.